# Sycozoa sigillinoides
Sycozoa sigillinoides är en sjöpungsart som beskrevs av René-Primevère Lesson 1830. Sycozoa sigillinoides ingår i släktet Sycozoa och familjen Holozoidae.
Artens utbredningsområde är Södra Ishavet. Inga underarter finns listade i Catalogue of Life.